# Les Sybarites

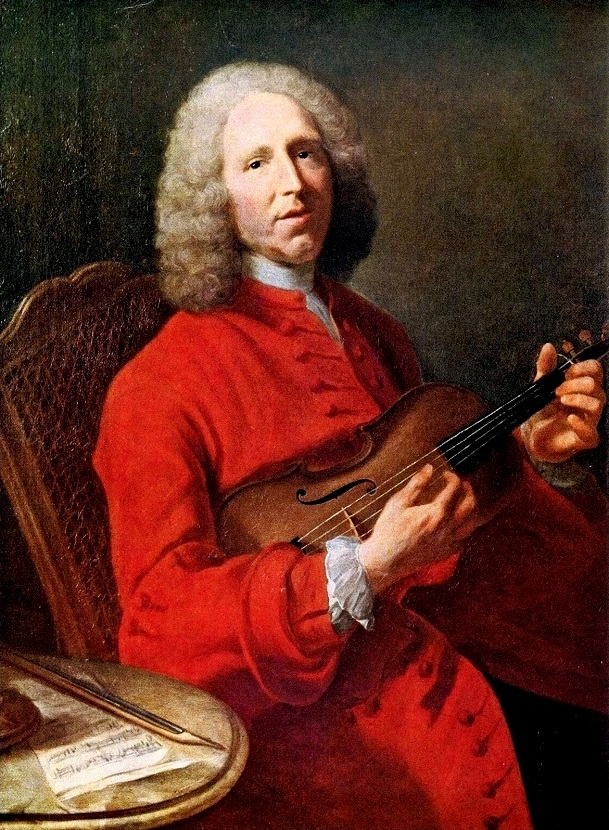
Jean-Philippe Rameau

Les Sybarites (eller Sibaris) är en opera (acte de ballet) med musik av Jean-Philippe Rameau och libretto av Jean-François Marmontel.

## Historia
Operan hade premiär den 13 november 1753 på slottet i Fontainebleau. 1757 inkorporerades verket som en tredje akt i Les Surprises de l'amour. Handlingen berör kriget mellan de grekiska kolonierna Sybaris och Crotone på 500-talet f.Kr.

## Personer
- Hersilide, nyligen vald drottning av Sybaris (sopran)
- Philoé, hovdam (sopran)
- Agis, hovman (tenor) (haute-contre)
- Astole, Crotonernas general (bas)

## Handling
De fredliga sybariterna invaderas av de krigförande crotonerna. På order av drottning Hersilide gör sybariterna inget motstånd utan möter inkräktarna med blommor. Crotonernas general faller till sist för drottningens charm och lovar att sluta strida.